# 야기 사키
야기 사키(일본어: 八木 早希, (본명：일본어: 井上 早希) 1978년 11월 28일 - )는 일본의 프리랜서 아나운서다. 2001년 4월 1일부터 2011년 3월 31일까지는 마이니치 방송(每日放送, MBS)의 아나운서로 활동했다. 마이니치 방송은 일본 TBS 네트워크 계열의 간사이 지역 주관 채널이다.

## 걸어온 길
미국 캘리포니아주 로스앤젤레스에서 태어났고, 오사카시에서 자랐다.
6살 때까지 로스엔젤레스에서 살다가, 16~17살 때 서부 시애틀로 옮겨갔다. 초등학교 4학년에서 6학년까지 3년 동안 아버지와 함께 한국에서 살았던 경험이 있어 한국어에 능숙하다. 마이니치 방송에서 가벼운 잡담을 곁들이면서 한국말을 배우는 라디오 프로그램 좋아요! 한국의 진행을 했었다.
오사카 부립 스미요시 고등학교(住吉高等學校)와 도시샤 대학 문학부 영문학과를 졸업했으며 오사카 출신이어서 간사이 방언이 섞인 부드럽고 상냥한 말투를 구사한다. 2001년에 마이니치 방송(MBS)에 입사했다. 2007년 5월에 대학병원에 근무하는 정형외과의사와 결혼했다. 결혼에 의해 성이 이노우에(일본어: 井上)로 바뀌어 본명은 이노우에 사키지만 결혼 전 이름인 야기 사키로 활동하고 있다.